# Гурник (Польковиці)
«Гурник Польковиці» (пол. Górnik Polkowice) — професіональний польський футбольний клуб із міста Польковиці.

## Історія
Колишні назви:
- 1947: КС Влукняж Польковиці (пол. KS [Klub Sportowy] Włókniarz Polkowice)
- 1951: ЛЗС Польковиці (пол. LZS [Ludowy Zespół Sportowy] Polkowice)
- 1967: ТКС Гурник Польковиці (пол. TKS [Terenowy Klub Sportowy] Górnik Polkowice)
- 19??: МЗКС Гурник Польковиці (пол. MZKS [Międzyzakładowy Klub Sportowy] Górnik Polkowice)
- 1998: КС Гурник Польковиці (пол. KS Górnik Polkowice)
- 16.02.2011: КС Польковиці Сп. з о.о. (пол. KS Polkowice Sp.z o.o. [Spółka z ograniczoną odpowiedzialnością])
- 2018: Гурник Польковиці (пол. Górnik Polkowice)

У 1947 році був організований футбольний клуб, який отримав назву «Влукняж Польковиці». Спочатку команда проводила матчі у локальній лізі. У 1951 клуб був перейменований на «ЛЗС Польковиці». У 1967 року змінено назву на «Гурник Польковиці». Тільки у 1988 році команда здобула путівку до ІІІ ліги, у 2000 до ІІ ліги, а у 2003 році дебютувала в І лізі. Але не змогла утриматися в ній і після сезону спала до ІІ ліги.
При розслідуванні корупційного скандалу у польському футболі виявилося, що клуб також був замішаний в уставленні результатів матчів. Рішенням дисциплінарного відділу ПЗПН від 12 квітня 2007 за уставлення результатів ігор від сезону 2007/08 «Гурник» (Польковиці) мав бути понижений у класі «на одну лігу», заплатити штраф у розмірі 50 000 злотих і наступний сезон почати з -10 очками. 21 червня 2007 року Федеральний суд[джерело?] розглянув апеляцію футбольного клубу, загостривши при цьому винесене дисциплінарним відділом рішення про деградацію на два класи і -6 очок, при одночасному збільшенні фінансових штрафів (від 50 тисяч до 70 тисяч злотих).
У 2008 у результаті реформи системи футбольних ліг команда залишилась у четвертій за рівнем лізі, яка стала називатися ІІІ ліга. У 2009 році зайняла перше місце у своїй групі і повернулася до ІІ ліги, а у 2010 до І ліги. У 2011 році команда змінила назву на «КС Польковиці». З 2018 клуб повернув назву «Гурник» Польковиці.

## Титули та досягнення
- Чемпіонат Польщі:
  - 12 місце (1): 2004
- Кубок Польщі:
  - чвертьфіналіст (1): 2004
- Кубок Ліги Польщі:
  - півфіналіст (1): 2001